# 脱氮鲍曼氏菌
脱氮鲍曼氏菌（学名：Bowmanella denitrificans）是鲍曼氏菌属的下属物种。此物种是一种革兰氏阴性、兼性厌氧、异养、运动性、反硝化且嗜温的弯曲杆状细菌。此物种用单极鞭毛运动。此物种最早从台湾台南安平港浅海区采集的海水样本中分离出来。